# John Butcher (Saxophonist)

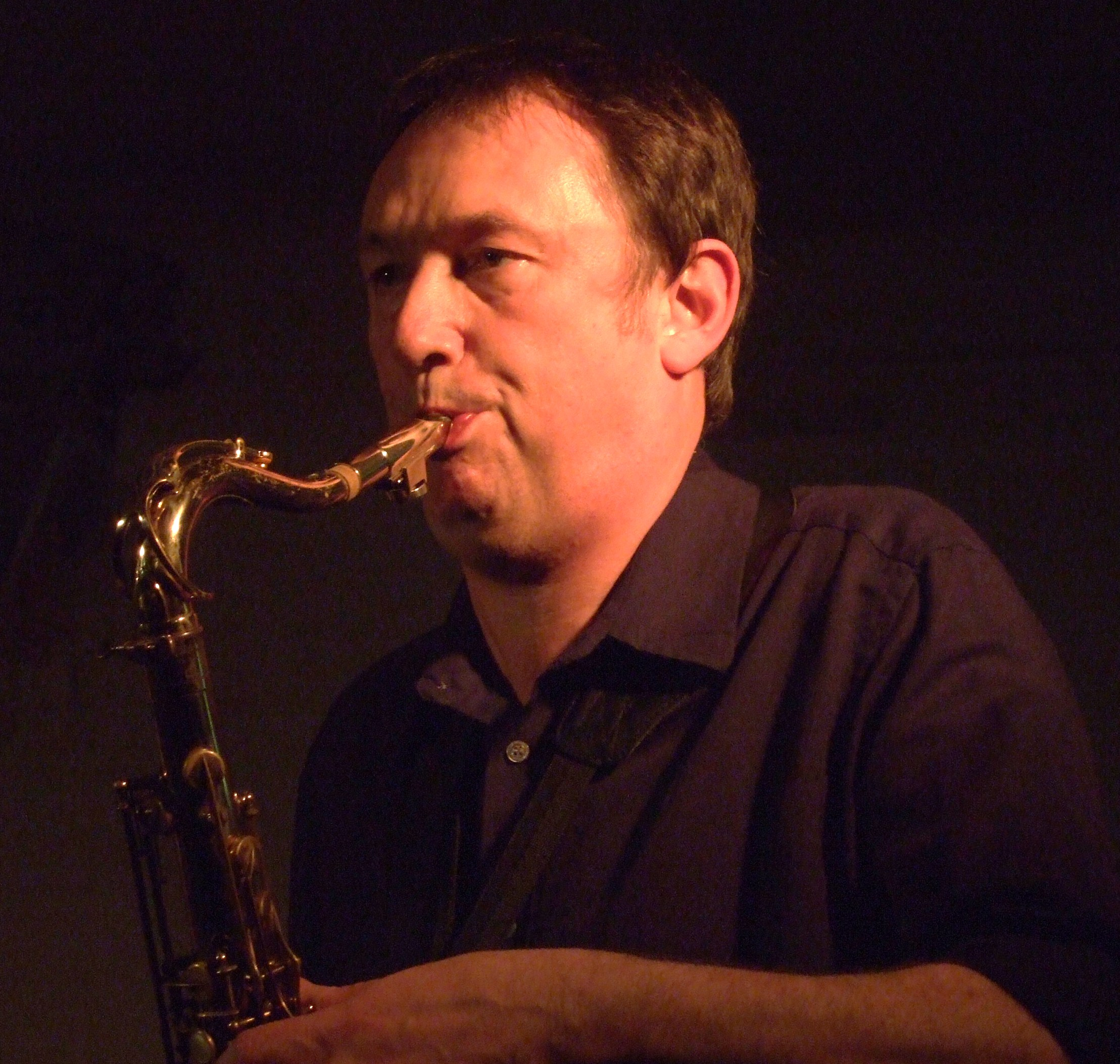
John Butcher, Mai 2008

John Butcher (* 25. Oktober 1954 in Brighton) ist ein britischer Jazz- und Improvisationsmusiker (Tenor-, Sopran- und Baritonsaxophon).

## Leben und Wirken
Butcher studierte Physik an der University of Surrey und erlangte 1982 den Grad eines Ph.D. mit der Arbeit Spin effects in the production and weak decay of heavy Quarks. Nach Anfängen als Rockmusiker trat er während seines Studiums als Jazzsaxophonist u. a. mit dem Jazz Ensemble des Pianisten Chris Burn, das 1980 den BBC Big Band Award gewann, und mit seinem Bruder Phil Butcher, einem Kontrabassisten, auf. Daneben tourte er mit Musik- und Tanzprojekten wie dem London Contemporary Dance Theatre, dem New Arts Consort und Extemporary Dance.
Nach dem Studium gab Butcher seine wissenschaftliche Laufbahn auf und widmete sich ganz der Musik. 1984 nahm er im Duo mit Burn die LP Phonetics auf. Zur gleichen Zeit bildete er ein Trio mit dem Gitarristen John Russell und dem Violinisten Phil Durrant, mit dem er 1987 die LP Conceits einspielte. Erweitert um den Schlagzeuger Paul Lovens und den Posaunisten Radu Malfatti trat die Gruppe weiter unter dem Namen News from the Shed auf.
Anfang der 1990er Jahre trat Butcher in Europa mit dem Quartett Frisque Concordance (mit Georg Gräwe und Martin Blume) auf, während er seit 1992 in London als Mitglied von John Stevens’ Spontaneous Music Ensemble (mit dem Gitarristen Roger Smith) arbeitete. Mit den Saxophonisten Evan Parker, Trevor Watts und Lol Coxhill trat Butcher in Rom auf, mit dem Posaunisten Alan Tomlinson und dem Schlagzeuger Willi Kellers unternahm er eine Tournee durch die DDR. Weiterhin arbeitete er mit den Sängern Phil Minton und Vanesse Mackness zusammen. Er arbeitete in Duoformationen mit Will Evans und Claudia Ulla Binder und mit Derek Bailey, mit dem er 2000 das Album Vortices and Angels aufnahm.
Erste Erfahrungen auf dem Gebiet der elektronischen Musik sammelte Butcher ab 1997 als Duopartner von Phil Durrant. Im gleichen Jahr wurde er Mitglied der österreichischen Gruppe Polwechsel, mit dem er fünf Alben aufnahm. Anfang der 2000er Jahre arbeitete er an elektroakustischen Experimenten mit dem kalifornischen Wissenschaftler William Tsun-Yuk Hsu und mit Newton Armstrong von der Princeton University. Weitere elektroakustische Arbeiten entstanden mit dem Japaner Toshimaru Nakamura und dem Österreicher Christof Kurzmann.
Mit Axel Dörner und Xavier Charles gründete er das Trio The Contest of Pleasures, dessen Musik als "elektronische Musik auf akustischen Instrumenten" beschrieben wurde. Seit 2006 arbeitet er mit dem australischen Elision Ensemble. Seine Diskographie umfasst mittlerweile etwa vierzig Alben, hinzu kommt noch eine größere Anzahl von Aufnahmen als Sideman.
2008 gründete John Butcher die John Butcher Group mit Chris Burn, Thomas Lehn, Clare Cooper, Gino Robair, dieb13, Adam Linson und John Edwards. Mit John Edwards und Mark Sanders bildet er das Trio The Last Dream Of The Morning.

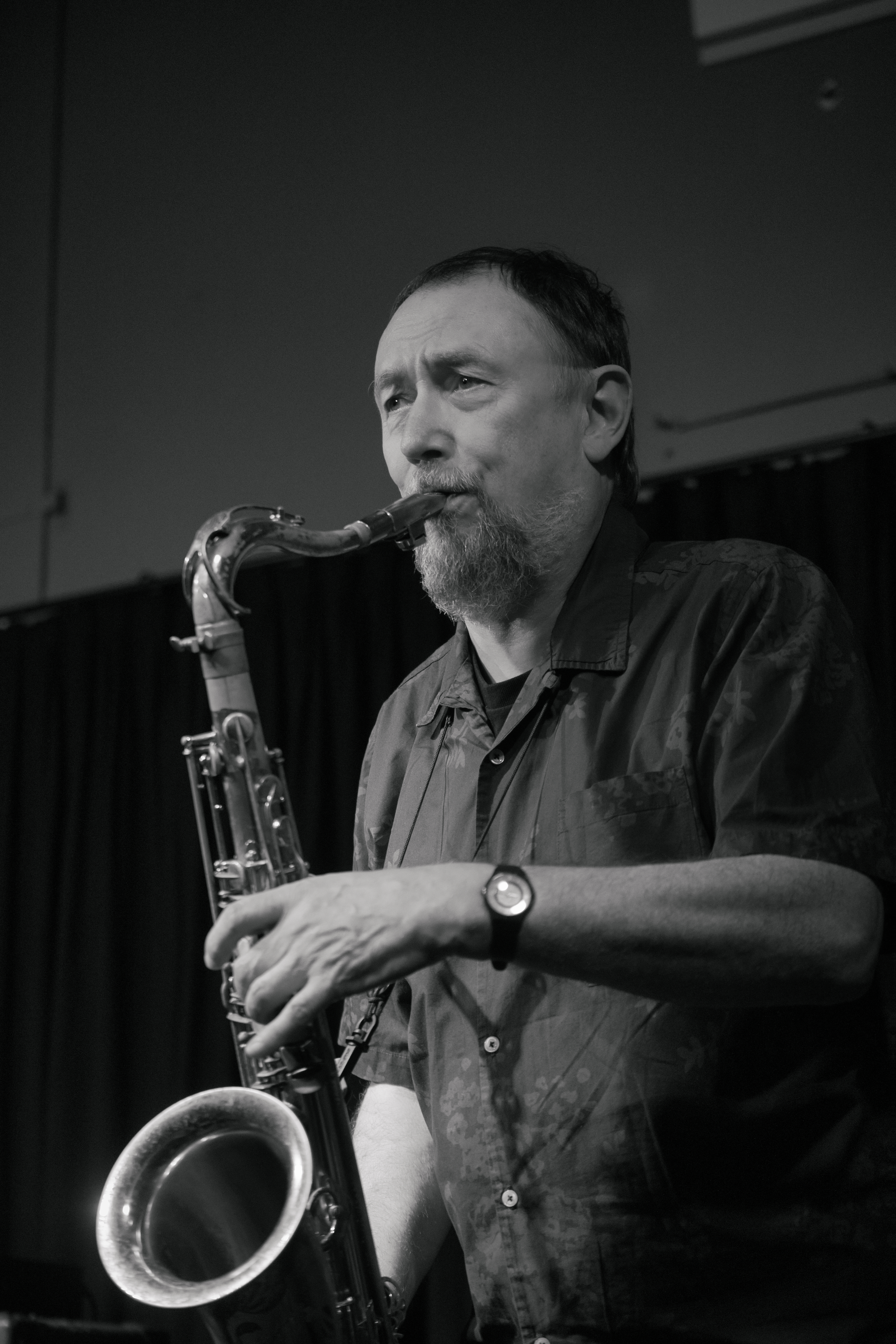
John Butcher im Club W71, 2023

## Diskografie (Auswahl)
- 1989: News from Shed
- 1995: Concert Moves
- 1999: Lights View
- 2000: Requests and Antisongs
- 2001: The Contest of Pleasure
- 2001: Vortices and Angels
- 2002: Apples of Gomorrah
- 2003: Invisible Ear
- 2003: Optic
- 2004: New Oakland Burr
- 2005: Albi Days
- 2006: Concentric
- 2008: Buffalo Pearl
- 2009: somethingtobesaid
- 2011: John Butcher / Toshimaru Nakamura: Dusted Machinery
- 2012: John Butcher / Mark Sanders: Daylight
- 2012: Bell Trove Spools
- 2014: John Butcher / Fred Frith: The Natural Order
- 2016: John Butcher / Ståle Liavik Solberg: So Beautiful, It Starts to Rain (Clean Feed)
- 2016: John Butcher, Thomas Lehn, Matthew Shipp: Tangle (2016)
- 2017: John Butcher / Damon Smith / Weasel Walter: The Catastrophe of Minimalism (Balance Point Acoustics)
- 2017: John Butcher, John Edwards, Mark Sanders; Last Dream of the Morning (Relative Pitch)
- 2019: John Butcher / Phillipe Lauzier / Éric Normand: How Does This Happen?
- 2020: On Being Observed (NotTwo)
- 2020: John Butcher / Thomas Lehn / Matthew Shipp: The Clawed Stone (RogueArt)
- * We Met – and Then (2021), mit  Barre Phillips, Ståle Liavik Solberg
- 2022: John Butcher / Angharad Davies / Matt Davis / Dominic Lash / Dimitra Lazaridou-Chatzigoga: nodosus (Empty Birdcage Records)
- 2023: John Butcher, Pat Thomas, Dominic Lash, Steve Noble: Fathom (577 Records)
- 2023: Florian Stoffner, John Butcher, Chris Corsano: Braids (Ezz-thetics)
- 2023: John Butcher, Thomas Lehn  & John Tilbury: Lights
- 2024: John Butcher + 13: Fluid Fixations (Weight of Wax)
- 2024: Fictional Souvenirs: Volatile Object (Trost)
- 2024: John Butcher, Luigi Marino & Mark Wastell: Parallel Streams
- 2024: John Butcher in Duos with Angharad Davies, John Edwards, Mark Sanders and Pat Thomas: Lower Marsh
- 2024: John Butcher with Angharad Davies, Mark Sanders & Pat Thomas: Unlockings
- 2024: John Butcher / Florian Stoffner / Chris Corsano: The Glass Changes Shape